# 파셴-바크 효과
원자물리학에서 파셴-바크 효과(Paschen–Back effect)는 강력한 자기장이 존재할 때 원자 에너지 준위가 분리되는 효과이다. 이것은 외부 자기장이 충분히 커서 궤도와 스핀 각운동량 사이의 결합을 방해할 정도일 때 발생한다.
이 효과는 제이만 효과를 강한 장에 대해 일반화한 것이다. 독일 물리학자 프리드리히 파셴과 에른스트 바크(Ernst Emil Alexander Back)의 이름을 따 불린다.

## 같이 보기
- 제이만 효과